# 초록마을
초록마을은 1999년 설립된 식품 유통 및 판매 회사이다. 직/가맹점 매장과 온라인 쇼핑몰에서 1,500여종 이상의 상품을 판매하고 있다. 1999년 설립하여 2002년부터 국내산 농산물 및 가공식품 유통사업을 시작했다, 2002년 1억 7천만원 매출을 시작으로 2015년 2,113억원의 매출을 달성하였다. 2009년 9월 주식회사 한겨레플러스에서 주식회사 초록마을로 변경하였다.

## 수상
- 대한민국창업대상 중소기업청장상 수상
- 매일경제 100대 프랜차이즈 5년 연속 선정
- 컨슈머포스트 대한민국 소비자대상 수상
- 여성 소비자가 뽑은 좋은 기업 대상 6년 연속 수상
- 한국표준협회 ‘프리미엄브랜드지수 1위’ 7년 연속 선정
- 한국소비자포럼 올해의 브랜드 대상 4년 연속 수상